# Charlie Heaton
Charles Ross Heaton (Leeds, 1994. február 6. –) brit színész.
A legismertebb alakítása Jonathan Byers a Stranger Things című sorozatban.

## Fiatalkora
1994. február 6-án született Leedsben. Édesanyja Bridlingtonban, egy tengerparti kisvárosban, egy tanácsi lakótelepen nevelte fel. Van egy nővére, Levi Heaton, aki szintén színész és a Self Esteem zenekar tagja.

## Pályafutása
16 évesen Londonba költözött. Több zenekarban is játszott, mielőtt a Comanechi nevű noise rock zenekarhoz csatlakozott. 2013-ban a zenekar az ő ideje alatt adott ki egy albumot, és másfél évig turnézott. 2013-ban csatlakozott a pszichedelikus zenekarhoz, a Half Loonhoz.
Nem rendelkezik formális színészi képzéssel, először fontolgatta a színészi karriert, miközben statisztáknak és kereskedelmi ügynökségeknek dolgozott, hogy kiegészítse zenészként és csaposként szerzett jövedelmét.
2015-ben vendégszerepeket kapott egy sor brit televíziós drámában. Először az ITV bűnügyi drámasorozataiban, a Banks nyomozó és a Vera – A megszállott nyomozó című sorozatban tűnt fel, majd vendégszerepelt a BBC One drámasorozatában, a Casualtyben. 2016-ban megkapta első filmes szerepét a Bezárva című thrillerben. Még ebben az évben az Úgy, ahogy vagy című filmben volt látható.
Első komolyabb szerepe Jonathan Byers volt a Netflix természetfeletti drámasorozatában, a Stranger Things-ben. 2017-ben főszerepet kapott a Menedék című pszichológiai horrorfilmben. 2020-ban szerepelt Az új mutánsok című filmben.

## Magánélete
A korábbi bandatársával, Akiko Matsuurával született egy gyermekük 2014-ben. 2016 óta Natalia Dyerrel jár.
2017 októberében a Los Angeles-i repülőtéren őrizetbe vették, mert kis mennyiségű kokaint birtokolt. Nem emeltek vádat ellene, helyette visszaküldték Londonba. Később engedélyezték neki, hogy visszatérjen az Egyesült Államokba, hogy leforgassa a Stranger Things harmadik évadát.

## Filmográfia

### Film
| Év   | Magyar cím      | Eredeti cím                     | Szerep                     | Magyar hang   |
| ---- | --------------- | ------------------------------- | -------------------------- | ------------- |
| 2014 |                 | Life Needs Courage              | Charlie                    |               |
| 2015 |                 | The Schoolboy                   | Michael Stevens            |               |
| 2015 |                 | Rise of the Footsoldier Part II | kereskedő                  |               |
| 2015 |                 | Urban & the Shed Crew           | Frank                      |               |
| 2016 | Úgy, ahogy vagy | As You Are                      | Mark                       |               |
| 2016 | Bezárva         | Shut In                         | Stephen Portman            | Márkus Sándor |
| 2017 |                 | The Performers: Act III         | Bowie                      |               |
| 2017 | Menedék         | Marrowbone                      | Billy Marrowbone           | Miller Dávid  |
| 2020 | Az új mutánsok  | The New Mutants                 | Samuel Guthrie / Ágyúgolyó | Márkus Sándor |
| 2021 |                 | No Future                       | Will                       |               |
| 2021 |                 | The Souvenir Part II            | Jim Dagger                 |               |

### Televízió
| Év    | Magyar cím                   | Eredeti cím     | Szerep                         | Megjegyzések                                  |
| ----- | ---------------------------- | --------------- | ------------------------------ | --------------------------------------------- |
| 2015  | Banks nyomozó                | DCI Banks       | Gary McCready                  | 2 epizód                                      |
| 2015  | Vera – A megszállott nyomozó | Vera            | Riley                          | 1 epizód                                      |
| 2015  |                              | Casualty        | Luke Dickinson / Jason Waycott | 2 epizód                                      |
| 2016– | Stranger Things              | Stranger Things | Jonathan Byers                 | - főszereplő - magyar hangja: - Márkus Sándor |
| 2020  |                              | Soulmates       | Kurt                           | 1 epizód                                      |